# Fives (stacja metra)
Fives – stacja metra w Lille, położona na linii 1. Znajduje się w Lille, w dzielnicy Fives.
Została oficjalnie otwarta 25 kwietnia 1983 przez ówczesnego prezydenta Republiki Francuskiej François Mitterranda.